# Lucien Chamuel
Lucien Chamuel, pseudoniem van Lucien Mauchel, (18? - 22 november 1936) was een Franse uitgever, Rozenkruiser, Martinist en occultist.
Chamuel was afkomstig uit de Vendée en studeerde rechten. Hij was een vriend van Papus (Gerard Encausse). Op een dag zei Papus tot hem: Enkele briefjes van 1000 franken volstaan om een uitgeverij voor boeken over het occultisme te kunnen openen. Korte tijd later huurde Chamuel een pand aan de Rue de Trévise, 29 in Parijs. Samen met zijn vriend Papus richtte hij in 1888 La Librairie du Merveilleux op. De uitgeverij met boekhandel en conferentiezalen kende al vlug succes. Het werd een ontmoetingsplaats voor iedereen die geïnteresseerd was in het hermetisme. Ook jonge dichters, schrijvers, artiesten, dokters en anderen bezochten de boekhandel.
De uitgeverij werd in 1901 verkocht aan Henri Chacornac. In 1895 verhuisde de boekhandel naar de Faubourg Poissonnière, 79. Van 1896 tot 1898 betrok de boekhandel het pand aan de rue de Savoie, 5, in het 6e arrondissement.
Daarna werd dit pand betrokken door de Amitiés Spirituelles, de spirituele vereniging van Paul Sédir.
Joséphin Péladan, Stanislas de Guaita, Albert Poisson, (Charles Barlet) Albert Faucheux, Georges Polti, Emille Gary, Kolonel de Rochas, Paul Adam, Ray Nyst, Lemerle, Paul Sédir (Yvon Le Loup), Marc Haven (dr. Lalande), Abel Haatan en Jean Chaboseau waren enkele van die bezoekers.
In 1888 richtte Chamuel, samen met Papus het maandblad L'Initiation op. Papus werd directeur, George Montière was hoofdredacteur, geassisteerd door Charles Barlet en Julien Lejay. Het maandblad stond open voor onderwerpen zoals vrijmetselarij, martinisme, spiritisme, theosofie maar ook voor poëzie en literatuur. Later werd dit maandblad het tijdschrift van de Martinistenorde.
Chamuel was lid van de Martinistenorde. In 1891 werd de eerste Opperraad, onder de naam L’Ordre des Supérieurs Inconnus, opgericht door Papus. Chamuel werd lid van deze Opperraad.
Lucien Chamuel en Victor-Emile Michelet waren martinisten van het eerste uur. Door de jaren heen waren er verschillende groepen martinisten ontstaan. Chamuel, Michelet en Augustin Chaboseau kwamen in 1931 samen. Ze wilden nieuw leven brengen in de traditionele Martinistenorde die ze met Papus hadden gestart een riepen zichzelf uit tot de enige opvolgers van de originele Martinistenorde. De start van deze orde was op 24 juli 1931 onder de naam Ordre Martiniste Traditionnel.
Chamuel was ook lid van de L'Ordre Kabbalistique de la Rose Croix, opgericht in 1888 door markies Stanislas de Guaita. In 1920 werd Chamuel grootmeester in deze orde.
In 1890 stichtte Jules Doinel l’Eglise Gnostique. Hij wijdde Chamuel onder de naam Tau Bardesane, bisschop van La Rochelle en Saintes in 1892. Ook andere martinisten werden toen ingewijd: Papus als Tau Vincent, bisschop van Toulouse en Paul Sédir als Tau Paul, bisschop van Concorezzo.  Deze drie ingewijden vormden de kern van de nieuw opgerichte Eglise Universelle Gnostique. In 1932 wordt Chamuel patriarch van de kerk.
In 1893 ontving hij van de baron Spedalieri een duizendtal originele brieven van Eliphas Levi, die tezamen een cursus kabbala vormen.
Volgens Sédir, een vriend van Chamuel, was hij een zeer kalme en warme persoonlijkheid. Met vastberadenheid hielp hij zijn vrienden en geïnteresseerden en stond de jonge zoekers naar de waarheid bij met raad en daad.